# Kushtia Sadar
Pour les articles homonymes, voir Kushtia.
Kushtia Sadar (en bengali : কুষ্ঠিয়া সদর) est une upazila du Bangladesh dans le district de Kushtia.
En 2011, on y dénombrait 502 255 habitants[réf. nécessaire].

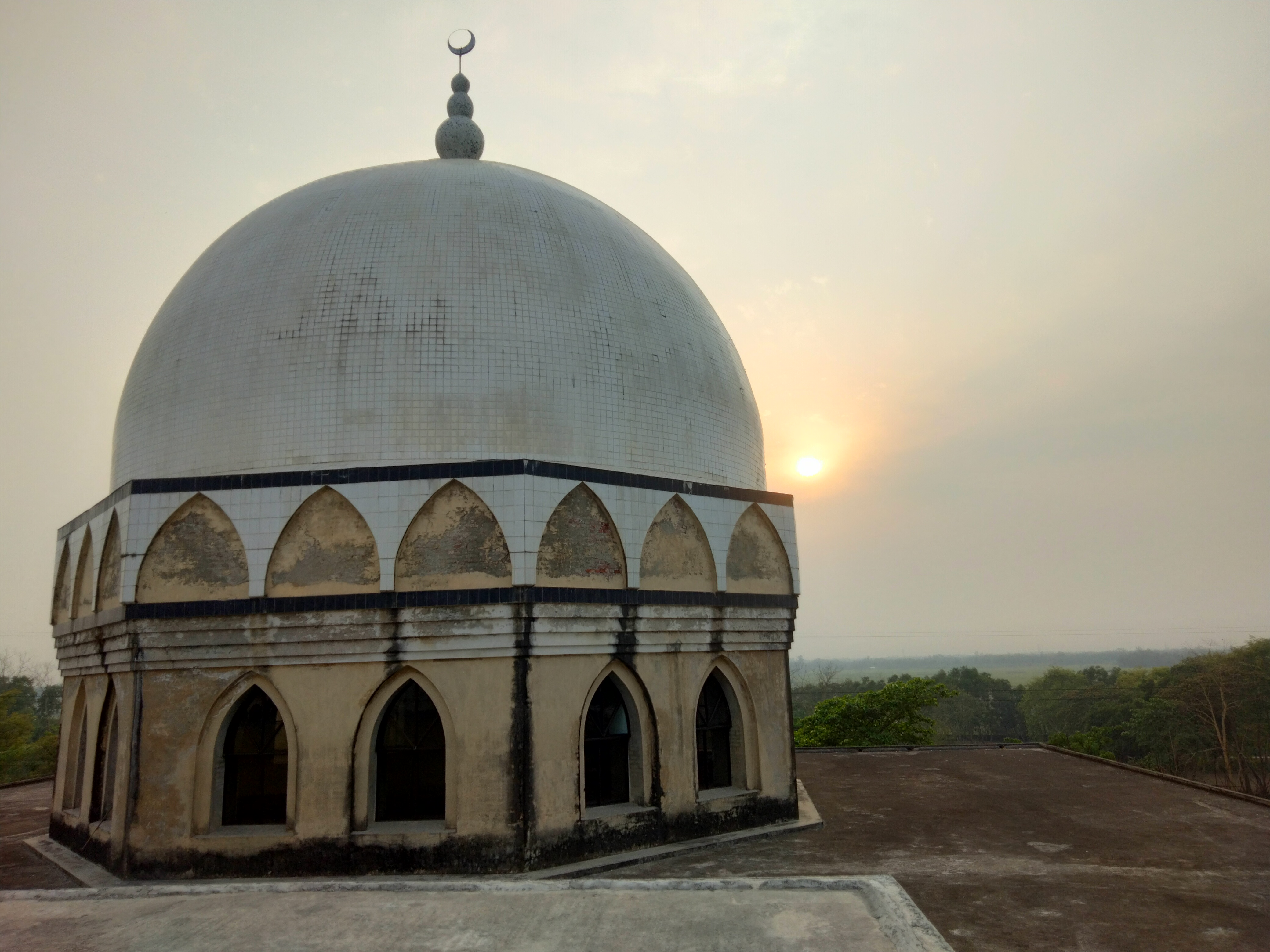
Dôme de la mosquée centrale, Université islamique